# 1006 Lagrangea
1006 Lagrangea è un asteroide della fascia principale del diametro medio di circa 29,56 km. Scoperto nel 1923, presenta un'orbita caratterizzata da un semiasse maggiore pari a 3,1537736 UA e da un'eccentricità di 0,3506788, inclinata di 10,91614° rispetto all'eclittica.
Il suo nome è in onore dell'astronomo e matematico italiano Joseph-Louis Lagrange.